# Batopilas
Batopilas é uma pequena cidade, e sede do município vizinho do mesmo nome, no estado mexicano de Chihuahua, localizado ao longo do Rio Batopilas no fundo do cânion Batopilas, parte do Cânion do Cobre. A partir de 2010, a cidade de Batopilas tinha uma população de 1.220 habitantes. Sua elevação acima do nível do mar é de 578 metros (1.896 pés). A cidade está situada em um vale estreito, cercado por paredes íngremes do cânion.